# ОШ „Лијешће” Лијешће
ОШ „Лијешће” је једна од основних школа на подручју општине Брод. Налази се у Лијешћу на адреси Лијешће бб.

## Историјат
Идеја за оснивање школе у Лијешћу јавља се крајем 1868. године. Организатор ове акције био је Одбор црквене општине у Лијешћу на чијем челу се налазио предсједник Божо Станковић и потпредсједник Томо Јелић. Црквени одбор ставио је себи у задатак да сагради цркву и оснује школу. Црква је саграђена 1868. године, а крајем исте године почеле су припреме за оснивање школе. Одобрење за подизање школе издао је дервентски кадија Идриз Имамовић у сагласности са кајкаманом Сулејманом Беговићем. Да се што брже удовољи првој потреби, општина је за школу привремено изнајмила зграду Томе Јелића, те је настава у истој отпочела средином 1870. године. Одмах у почетку се ова зграда указала премалом па је одбор био присиљен да купи кућу Андрије Јелића. Купња је обављена 1871.године а за зграду је исплаћено 25 међедија/50 форинти/. Зграда је са свог првобитног мјеста пренешена и постављена на 15 метара размака од лијевог источног дијела црквене зграде. Зграда се састојала од учионице, ходника и трију просторија за учитељски стан. У учионици је било мјеста за 40 ученика, а број ученика у то вријеме кретао се између 25 и 40. Дужности учитељеве у то вријеме су биле: редовна настава, вјеронаук и појање у цркви. Принадлежности учитељеве су биле: годишња плата у износу 180 форинти, стан и огрев бесплатно. Уговор између учитеља и црквене општине обнављао се крајем сваке године. Учитељи који су службовали на овој школи у то вријеме били су:
- Петар Башић из Босанског Брода, службовао од 1870-1874. године,
- Васо Дамјановић из Макара-Сријем, службовао од 1874-1877. године,
- Перо Стефановић из Црквине-Шамац, службовао 1878-1878. године,
- Томо Омарић из Трњана, службовао од 1878-1881.године,
- Аркадија Драгојловић из Славоније, службовао од 1881-1883. године,
- Симо Авакмановић из Бијељине, службовао од 1883-1886. године,
- Павао Стефановић из Црквине, службовао од 1886-1888.године.[1]

Од 1888. године до 1890.године због финансијских неслога школа је била затворена јер општина са учитељима није могла да обнови уговор, a oд 1896. до 1903. била је затворена, јер је црквена општина била прикључена црквеној општини у Босанском Броду, па су доприноси за издржавање школе смањени. Предсједник црквено-школске општине и сеоски кнез залагали су се да се сагради државна основна школа. Црквена општина дала је земљиште, а мјештани су бесплатно саградили зграду. Школа је отворена 9. септембра 1903. и имала је 79 ученика. Године 1934. надограђене су још три учионице и учитељски стан. У току Другог свјетског рата, у периоду 1943–1945. настава је извођена са прекидима, јер су Нијемци запосјели школу. По завршетку рата (1945–1946), школу је похађао 121 ученик. С временом, број ученика је растао, па их је у школској 1972/1973. било 313. Јануара 1984. школа је, као подручна, прикључена ОШ „Бошко Буха“ у Босанском Броду. Године 1991. школа у Лијешћу, под именом „Братство–јединство“, поново је постала самостална. У њен састав ушле су подручне школе у Винској и Великој Брусници и четворогодишње школе у Клакару Горњем, Клакару Доњем и Малој Брусници. Оваква организација школе трајала је до 4. марта 1992. Током Одбрамбено-отаџбинског рата 1992–1995. школа није радила. Зграда у Лијешћу, као и зграде подручних школа, претрпјеле су велика разарања. Настава на подручју општине Брод почела је у децембру 1995. Ученици су превожени у Брод, у једину употребљиву школу на подручју општине. Школа у Лијешћу обновљена је и почела је да ради у школској 1996/1997, као подручна школа „Мирослав Радовановић“, у саставу ОШ „Свети Сава“ у Српском Броду. Јула 2006. основана је школа под називом ОШ „Лијешће“. У школској 2008/2009. имала је 305 ученика и 22 наставника, а 2022/23. – 198 ученика и 31 наставника. Школа има подручне петогодишње школе у селима Винска, Горњи Клакар и Доњи Клакар.